# Manoir de la Cheminée Tournante
Le manoir de la cheminée tournante est un édifice situé sur la commune d'Anneville-Ambourville, en Seine-Maritime, en France. Il fait l’objet d’une inscription au titre des monuments historiques depuis 1991.

## Historique
Le manoir est daté de la seconde moitié du XVIIe siècle et est construit pour des membres du parlement de Rouen.
Le monument succède à un autre bâtiment à pans de bois daté du XVIe siècle. Une chapelle Sainte-Clotilde est fondée en 1668 par Georges Plantrou.
Le monument est inscrit comme monument historique depuis le 4 décembre 1991.

## Description
Le manoir est construit en briques et pierres.
Il est constitué d'un corps central avec des arches et deux pavillons.